# Доверителен интервал
Доверителен интервал в математическата статистика е интервал, който покрива неизвестен параметър на случайна величина с гарантирана вероятност. Определянето му зависи от разпределението на случайната величина и исканата вероятност.
Например нека да се определи качеството на сорт пшеница, отгледана при определени условия. Практически е невъзможно да се определи средното тегло на едно зърно в реколта, събрана от един декар. Затова се изследва малко количество. Ако претеглим по отделно 100 зърна и намерим средно аритметично тегло, това ще даде някаква, но неточна представа за цялата реколта.